# Campionato nordamericano femminile under 18 di pallavolo 2012
Il campionato nordamericano femminile under 18 di pallavolo 2012 si è svolto dal 6 agosto all'11 agosto 2012 a Tijuana, in Messico: al torneo hanno partecipato sette squadre nazionali under 18 nordamericane e la vittoria finale è andata per la settima volta, la sesta consecutiva, agli Stati Uniti.

## Impianti
|                                                                          |  |  |
|                                                                          |  |  |
| Centro de Alto Rendimiento Città: Tijuana Capienza: - Anno d'apertura: - |  |  |

## Regolamento

### Formula
Le squadre hanno disputato una prima fase a gironi con formula del girone all'italiana; al termine della prima fase:
- Le prime tre classificate di ogni girone hanno acceduto alla fase finale per il primo posto, strutturata in quarti di finale, a cui hanno partecipato solo le seconde e le terze classificate, semifinali, finale per il terzo posto e finale.
- Le due eliminate ai quarti di finale della fase finale per il primo posto hanno acceduto alla fase finale per il quinto posto.

### Criteri di classifica
Se il risultato finale è stato di 3-0 sono stati assegnati 5 punti alla squadra vincente e 0 a quella sconfitta, se il risultato finale è stato di 3-1 sono stati assegnati 4 punti alla squadra vincente e 1 a quella sconfitta, se il risultato finale è stato di 3-2 sono stati assegnati 3 punti alla squadra vincente e 2 a quella sconfitta.
L'ordine del posizionamento in classifica è stato definito in base a:
- Numero di partite vinte;
- Punti;
- Ratio dei set vinti/persi;
- Ratio dei punti realizzati/subiti;
- Risultati degli scontri diretti.

## Squadre partecipanti
| Squadra           | Qualificazione      | Ultima partecipazione |
| ----------------- | ------------------- | --------------------- |
| Costa Rica        | -                   | Guatemala 2010        |
| Guatemala         | -                   | Guatemala 2010        |
| Messico           | Paese organizzatore | Guatemala 2010        |
| Porto Rico        | -                   | Guatemala 2010        |
| Rep. Dominicana   | -                   | Guatemala 2010        |
| Stati Uniti       | -                   | Guatemala 2010        |
| Trinidad e Tobago | -                   | Guatemala 2010        |

## Torneo

### Fase a gironi
| Girone A    | Girone B          |
| ----------- | ----------------- |
| Costa Rica  | Porto Rico        |
| Guatemala   | Rep. Dominicana   |
| Messico     | Trinidad e Tobago |
| Stati Uniti |                   |

#### Girone A

##### Risultati
| 6 agosto 2012 Centro de Alto Rendimiento, Tijuana Durata: 0h:57 - Spettatori: 75  | Stati Uniti | 3 - 0 | Costa Rica  | 25-15, 25-11, 25-10               |
| 6 agosto 2012 Centro de Alto Rendimiento, Tijuana Durata: 1h:01 - Spettatori: 200 | Messico     | 3 - 0 | Guatemala   | 25-13, 25-9, 25-12                |
| 7 agosto 2012 Centro de Alto Rendimiento, Tijuana Durata: 0h:48 - Spettatori: 50  | Stati Uniti | 3 - 0 | Guatemala   | 25-6, 25-5, 25-12                 |
| 7 agosto 2012 Centro de Alto Rendimiento, Tijuana Durata: 1h:07 - Spettatori: 200 | Messico     | 3 - 0 | Costa Rica  | 25-15, 25-11, 25-10               |
| 8 agosto 2012 Centro de Alto Rendimiento, Tijuana Durata: 2h:06 - Spettatori: 50  | Costa Rica  | 2 - 3 | Guatemala   | 21-25, 25-17, 26-24, 17-25, 11-15 |
| 8 agosto 2012 Centro de Alto Rendimiento, Tijuana Durata: 1h:11 - Spettatori: 200 | Messico     | 0 - 3 | Stati Uniti | 14-25, 12-25, 17-25               |

##### Classifica
| Pos | Squadra     | Pt | G | V | P | SV | SP | Ratio | PF  | PS  | Ratio |
| --- | ----------- | -- | - | - | - | -- | -- | ----- | --- | --- | ----- |
| 1   | Stati Uniti | 15 | 3 | 3 | 0 | 6  | 0  | MAX   | 225 | 102 | 2,206 |
| 2   | Messico     | 10 | 3 | 2 | 1 | 6  | 3  | 2,000 | 193 | 145 | 1,331 |
| 3   | Guatemala   | 3  | 3 | 1 | 2 | 3  | 8  | 0,375 | 163 | 250 | 0,652 |
| 4   | Costa Rica  | 2  | 3 | 0 | 3 | 2  | 9  | 0,222 | 172 | 256 | 0,672 |

#### Girone B

##### Risultati
| 6 agosto 2012 Centro de Alto Rendimiento, Tijuana Durata: 0h:49 - Spettatori: 100 | Porto Rico      | 3 - 0 | Trinidad e Tobago | 25-7, 25-7, 25-8    |
| 7 agosto 2012 Centro de Alto Rendimiento, Tijuana Durata: 0h:48 - Spettatori: 50  | Rep. Dominicana | 3 - 0 | Trinidad e Tobago | 25-8, 25-6, 25-5    |
| 8 agosto 2012 Centro de Alto Rendimiento, Tijuana Durata: 1h:15 - Spettatori: 200 | Rep. Dominicana | 3 - 0 | Porto Rico        | 25-20, 25-21, 25-19 |

##### Classifica
| Pos | Squadra           | Pt | G | V | P | SV | SP | Ratio | PF  | PS  | Ratio |
| --- | ----------------- | -- | - | - | - | -- | -- | ----- | --- | --- | ----- |
| 1   | Rep. Dominicana   | 10 | 2 | 2 | 0 | 6  | 0  | MAX   | 150 | 79  | 1,899 |
| 2   | Porto Rico        | 5  | 2 | 1 | 1 | 3  | 3  | 1,000 | 135 | 97  | 1,392 |
| 3   | Trinidad e Tobago | 0  | 2 | 0 | 2 | 0  | 6  | 0,000 | 41  | 150 | 0,273 |

### Fase finale

#### Finali 1º e 3º posto
|  | Quarti            | Quarti          |                    |                    | Semifinale | Semifinale |  |  | Finale 1º/2º posto | Finale 1º/2º posto |
|  |                   |                 |                    |                    |            |            |  |  |                    |                    |
|  |                   |                 |                    |                    |            |            |  |  |                    |                    |
|  |                   |                 |                    |                    |            |            |  |  |                    |                    |
|  | -                 | -               |                    |                    |            |            |  |  |                    |                    |
|  | -                 | -               |                    |                    |            |            |  |  |                    |                    |
|  | -                 |                 |                    |                    |            |            |  |  |                    |                    |
|  | Stati Uniti       | 3               |                    |                    |            |            |  |  |                    |                    |
|  | Stati Uniti       | 3               |                    |                    |            |            |  |  |                    |                    |
|  |                   | Porto Rico      | 1                  |                    |            |            |  |  |                    |                    |
|  | Porto Rico        | Porto Rico      | 1                  | 3                  |            |            |  |  |                    |                    |
|  | Porto Rico        |                 |                    | 3                  |            |            |  |  |                    |                    |
|  | Guatemala         | 0               |                    |                    |            |            |  |  |                    |                    |
|  | Guatemala         | 0               | Stati Uniti        | 3                  |            |            |  |  |                    |                    |
|  |                   |                 | Stati Uniti        | 3                  |            |            |  |  |                    |                    |
|  |                   | Rep. Dominicana | 1                  |                    |            |            |  |  |                    |                    |
|  | -                 | Rep. Dominicana | 1                  | -                  |            |            |  |  |                    |                    |
|  | -                 |                 |                    | -                  |            |            |  |  |                    |                    |
|  | -                 |                 |                    |                    |            |            |  |  |                    |                    |
|  | Rep. Dominicana   | 3               | Finale 3º/4º posto | Finale 3º/4º posto |            |            |  |  |                    |                    |
|  | Rep. Dominicana   | 3               | Finale 3º/4º posto | Finale 3º/4º posto |            |            |  |  |                    |                    |
|  |                   | Messico         | 0                  |                    |            |            |  |  |                    |                    |
|  | Messico           | Messico         | 0                  | 3                  | Messico    | 3          |  |  |                    |                    |
|  | Messico           |                 |                    | 3                  | Messico    | 3          |  |  |                    |                    |
|  | Trinidad e Tobago | 0               |                    | Porto Rico         | 2          |            |  |  |                    |                    |
|  | Trinidad e Tobago | 0               |                    |                    | 2          |            |  |  |                    |                    |
|  |                   |                 |                    |                    |            |            |  |  |                    |                    |
|  |                   |                 |                    |                    |            |            |  |  |                    |                    |

##### Quarti di finale
| 9 agosto 2012 Centro de Alto Rendimiento, Tijuana Durata: 0h:59 - Spettatori: 50 | Porto Rico | 3 - 0 | Guatemala         | 25-8, 25-10, 25-18 |
| 9 agosto 2012 Centro de Alto Rendimiento, Tijuana Durata: 0h:51 - Spettatori: 50 | Messico    | 3 - 0 | Trinidad e Tobago | 25-6, 25-10, 25-5  |

##### Semifinali
| 10 agosto 2012 Centro de Alto Rendimiento, Tijuana Durata: 1h:28 - Spettatori: 75  | Stati Uniti     | 3 - 1 | Porto Rico | 26-24, 25-13, 19-25, 25-13 |
| 10 agosto 2012 Centro de Alto Rendimiento, Tijuana Durata: 1h:18 - Spettatori: 200 | Rep. Dominicana | 3 - 0 | Messico    | 25-22, 25-22, 25-12        |

##### Finale 5º posto
| 10 agosto 2012 Centro de Alto Rendimiento, Tijuana Durata: 0h:59 - Spettatori: 50 | Guatemala | 3 - 0 | Trinidad e Tobago | 25-8, 25-13, 25-17 |

##### Finale 3º posto
| 11 agosto 2012 Centro de Alto Rendimiento, Tijuana Durata: 2h:00 - Spettatori: 150 | Messico | 3 - 1 | Porto Rico | 25-23, 22-25, 25-17, 21-25, 15-13 |

##### Finale
| 11 agosto 2012 Centro de Alto Rendimiento, Tijuana Durata: 1h:41 - Spettatori: 750 | Rep. Dominicana | 1 - 3 | Stati Uniti | 25-21, 7-25, 23-25, 15-25 |

## Classifica finale
| Pos     | Squadra           | Rosa |
| ------- | ----------------- | --- |
| Oro     | Stati Uniti       | Formazione: 1 Aiple, 2 Fitzmorris, 3 Hodson, 4 Jones, 5 Lee, 6 Pingel, 7 Rennie, 8 Scambray, 9 Schirmer, 10 Schwan, 11 Snyder, 12 Tashima, CT: Sunahara                     |
| Argento | Rep. Dominicana   | Formazione: 1 J. Martínez, 3 Pérez, 4 García, 5 L. Martínez, 7 Semfle, 8 Manzueta, 9 Carrera, 10 N. Martínez, 11 Hinojosa, 15 B. Martínez, 17 Ortiz, 18 González, CT: Sainz |
| Bronzo  | Messico           | Formazione: 1 Saucedo, 2 Gutiérrez, 3 Aguilera, 4 Martínez, 5 Bañuelos, 6 Urías, 7 Sánchez, 9 Guitrón, 10 Romero, 11 Valdez, 15 Garza, 18 León, CT: Vachino                 |
| 4.      | Porto Rico        | Formazione: 1 Otero, 2 Pérez, 3 Miranda, 4 Rivera, 5 Alicea, 6 Belén, 7 Velázquez, 8 Rojas, 10 Montero, 14 Coronel, 16 Kuilan, 17 Rosado, CT: Vázquez                       |
| 5.      | Guatemala         | Formazione: 1 Chacón, 2 Mejía, 3 Rivas, 4 Carrillo, 5 Martínez, 6 Cordero, 7 Girón, 8 Hernández, 9 Rodríguez, 10 Anleu, 11 Catalán, 15 Bethancourth, CT: Domínguez          |
| 6.      | Trinidad e Tobago | Formazione: 3 Roberts, 5 Young, 6 Ramey, 7 Ross-Dick, 8 Alexis, 9 Collins, 10 Neale, 11 Morain, 12 Blackman, 13 Springer, 14 Cruickshank, 15 Young, CT: Macsood             |
| 7.      | Costa Rica        | Formazione: 1 Monge, 4 Picado, 5 Solano, 6 González, 7 Suárez, 8 Montero, 10 D. Vargas, 11 Sayles, 12 Alfaro, 13 Castro, 14 M. Vargas, 17 Borbón, CT: Perales               |

|  |  |  | Qualificate al Campionato mondiale under 18 2013 |

## Premi individuali
| Premio                 | Nome               | Squadra         |
| ---------------------- | ------------------ | --------------- |
| MVP                    | Carli Snyder       | Stati Uniti     |
| Miglior realizzatrice  | Brayelin Martínez  | Rep. Dominicana |
| Miglior attaccante     | Brayelin Martínez  | Rep. Dominicana |
| Miglior muro           | Daniela Vargas     | Costa Rica      |
| Miglior servizio       | Fernanda Bañuelos  | Messico         |
| Miglior palleggiatrice | Taylor Tashima     | Stati Uniti     |
| Miglior ricevitrice    | Kimberly Gutiérrez | Messico         |
| Miglior difesa         | Kimberly Gutiérrez | Messico         |
| Miglior libero         | Kimberly Gutiérrez | Messico         |